# Óxido de nitrógeno(III)

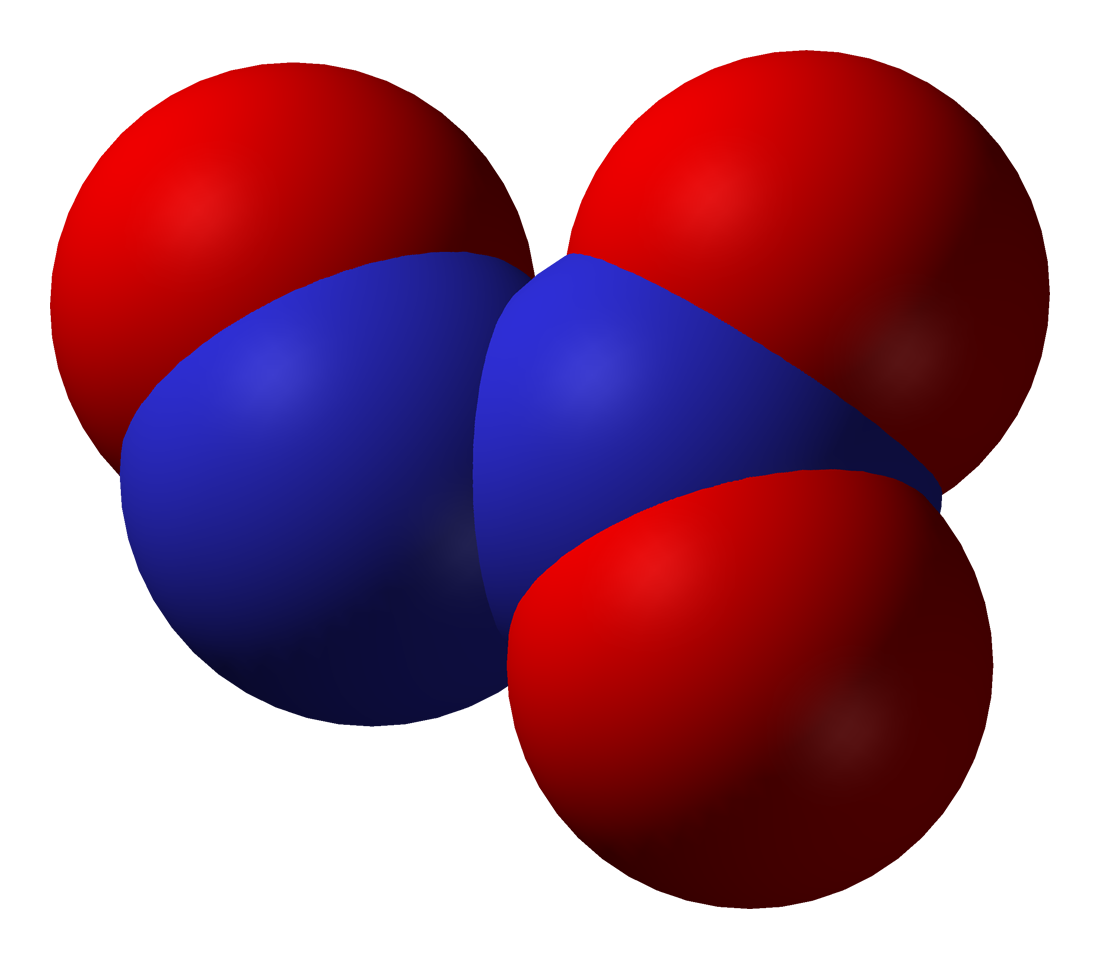

El compuesto químico óxido de nitrógeno(III), trióxido de dinitrógeno o anhídrido nitroso (su fórmula química es N2O3), es un líquido azul, y es inestable por encima de 3 °C a presión normal. Se congela a –102 °C y hierve a 3 °C . El líquido a 2 °C tiene una densidad de 1,4 g/cm³.
El óxido de nitrógeno(III) se produce mezclando partes iguales de óxido nítrico (NO) y óxido de nitrógeno(IV) (NO2), y enfriando la mezcla por debajo de –21 °C. El compuesto resultante solo es estable en las fases sólida y líquida. Al calentarse vuelve a descomponerse.
Es el anhidrido del inestable ácido nitroso, y lo produce al mezclarse con H2O.
N2O3 + H2O → 2 HNO2
- Datos: Q407833
- Multimedia: Dinitrogen trioxide / Q407833